# Federazione calcistica dell'Asia orientale

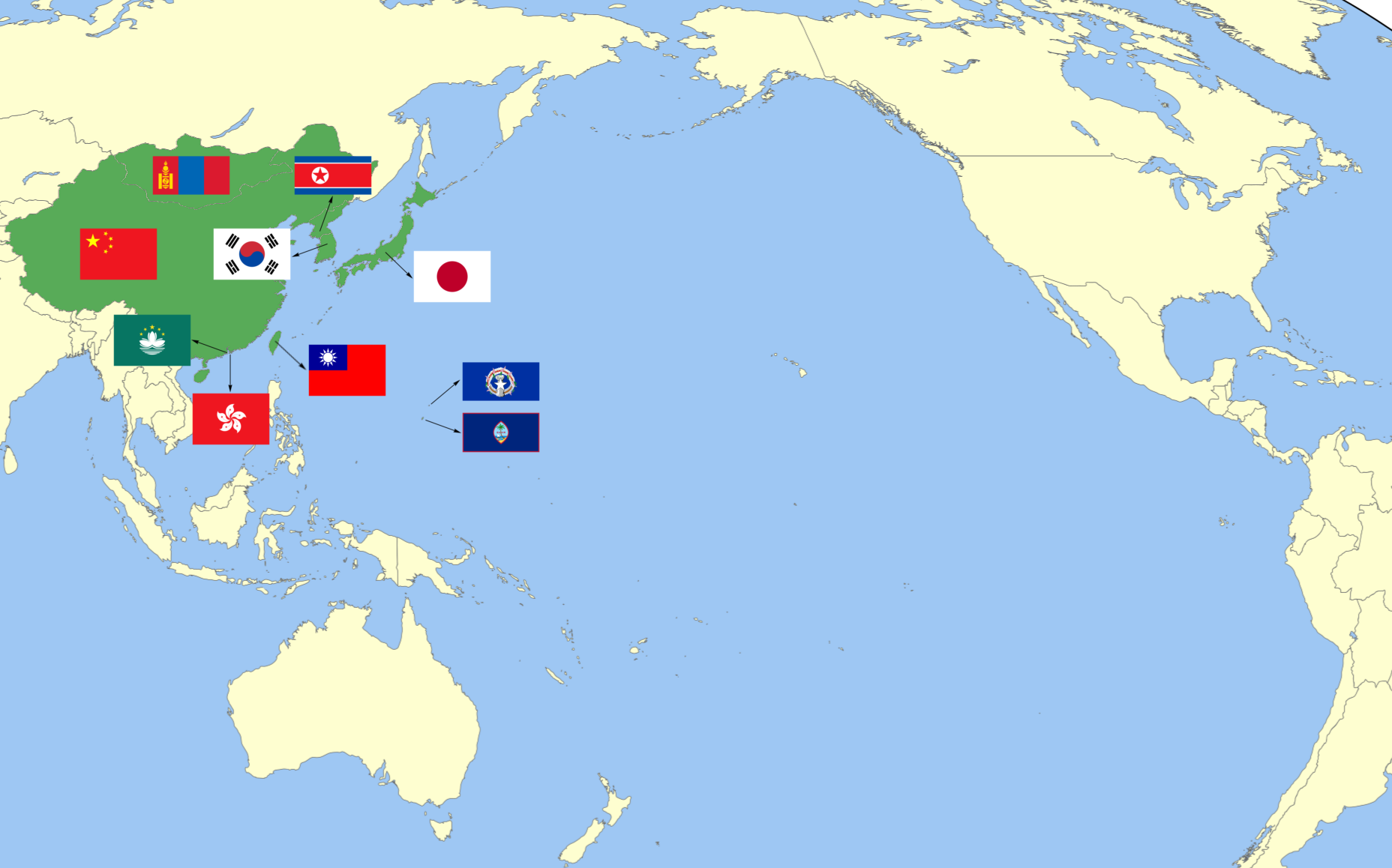
Membri della EAFF.

La East Asian Football Federation (in italiano Federazione calcistica dell'Asia orientale), meglio nota con l'acronimo EAFF, è un'associazione calcistica fondata il 28 maggio 2002 che raccoglie le squadre nazionali dell'Asia orientale e quindi Cina, Corea del Nord, Corea del Sud, Giappone, Guam, Hong Kong, Macao, Mongolia e Taipei Cinese, oltre alle Isole Marianne Settentrionali in qualità di invitate. Ad essa afferisce l'organizzazione del campionato dell'Asia orientale e del campionato Under-14 dell'Asia orientale.

## Federazioni affiliate
- Cina
- Corea del Nord
- Corea del Sud
- Giappone
- Guam
- Hong Kong
- Macao
- Mongolia
- Taipei cinese